# Aéroport international Flamingo-Bonaire
Pour les articles homonymes, voir Flamingo.
L'aéroport international Flamingo-Bonaire (code IATA : BON • code OACI : TNCB) est un aéroport international situé à Kralendijk sur l'île de Bonaire, dans les Antilles néerlandaises.

## Situation

### Carte des aéroports du Royaume des Pays-Bas
| Amsterdam Eindhoven Groningue Maastricht-Aix-la-Chapelle Rotterdam-La Haye |

| Bonaire Saba Saint-Eustache Curaçao Aruba Saint-Martin |

## Statistiques
Le graphique qui aurait dû être présenté ici ne peut pas être affiché car il utilise l'ancienne extension Graph, désactivée pour des questions de sécurité. Des indications pour créer un nouveau graphique avec la nouvelle extension Chart sont disponibles ici.

Voir la requête brute et les sources sur Wikidata.

## Compagnies et destinations
| Compagnies                 | Destinations                         |
| -------------------------- | ------------------------------------ |
| American Airlines          | Miami                                |
| Delta Air Lines            | Atlanta H.-Jackson                   |
| Divi Divi Air              | Curaçao Charter: Aruba-Reine-Beatrix |
| KLM                        | Amsterdam                            |
| Sky High Aviation Services | Saint-Domingue Las Américas          |
| TUI fly Netherlands        | Amsterdam                            |
| United Airlines            | Houston-George Bush, Newark-Liberty  |

Édité le 21/01/2018  Actualisé le 27/12/2022